# Euphylidorea columbiana
Euphylidorea columbiana is een tweevleugelige uit de familie steltmuggen (Limoniidae). De soort komt voor in het Nearctisch gebied.